# Tyrannochthonius imitatus
Tyrannochthonius imitatus es una especie de arácnido  del orden Pseudoscorpionida de la familia Chthoniidae.

## Distribución geográfica
Se encuentra en la República Dominicana y Jamaica.